# روبرت دبليو هيمفيل
روبرت دبليو هيمفيل (بالإنجليزية: Robert W. Hemphill)‏ (و. 1915 – 1983 م) هو سياسي، وقاض، ومحام من الولايات المتحدة الأمريكية .
وهو عضو في الحزب الديمقراطي الأمريكي .